# Ron McClure
Ronald "Ron" McClure (22. november 1941 i New Haven, Connecticut) er en amerikansk jazzbassist.
McClure spillede i sine unge år med bl.a. Buddy Rich og Maynard Ferguson, men det var med Charles Lloyds kvartet, at han for alvor gjorde sig bemærket. Han spiller både kontrabas og elbas.
Han spillede i 1970'erne også en del med Joe Henderson og Blood, Sweat & Tears.
Ron McClure dannede  i 1980'erne gruppen Quest med Dave Liebman, Billy Hart og Richie Beirach.
McClure har også spillet med Lee Konitz, Michel Petrucciani, John Abercrombie, John Scofield og Randy Brecker. 

## Eksterne links/kilder
- Ron McClures offcielle hjemmeside Arkiveret 10. februar 2010 hos  Wayback Machine
- Ron McClure på allmusic.com
- Interview med Ron McClure på artistshousemusic.org Arkiveret 13. maj 2011 hos  Wayback Machine
- Ron McLure på jazz.com Arkiveret 25. juni 2010 hos  Wayback Machine